# 青森県道165号上野十和田線
青森県道165号上野十和田線（あおもりけんどう165ごう うわのとわだせん）は、青森県上北郡東北町から十和田市に至る一般県道である。

## 概要
上北郡東北町上北南の青い森鉄道線上北町駅近郊の青森県道211号折茂上北町停車場線交点から南西へ分岐し、十和田市大沢田の青森県道22号三沢七戸線交点付近で東北新幹線がトンネルで交差する。十和田市一本木沢の青森県道10号三沢十和田線に合流する。

### 路線データ
- 起点 : 上北郡東北町大字上野[1]（青森県道211号折茂上北町停車場線交点）
- 終点 : 十和田市[1]（青森県道10号三沢十和田線交点）

## 歴史
- 1961年（昭和36年）2月10日 - 県道に認定される[1]。

## 路線状況

### 重複区間
- 青森県道22号三沢七戸線 : 十和田市大沢田地内

## 地理

### 通過する自治体
- 上北郡東北町
- 十和田市

### 交差する道路
- 青森県道211号折茂上北町停車場線（=青森県道219号水喰上北町停車場線重複）（上北郡東北町上北南、起点）
- 青森県道22号三沢七戸線（十和田市大沢田地内）
- 青森県道169号立崎洞内線（十和田市立崎）
- 国道4号十和田バイパス（十和田市三本木）
- 青森県道10号三沢十和田線（十和田市三本木、終点）

### 沿線の施設
- 青い森鉄道 青い森鉄道線上北町駅
- JA十和田おいらせ 上北支店
- 東北町立上北小学校
- 東北町南総合運動公園
- 青森県立十和田工業高等学校
- 十和田市立東小学校
- 十和田観光電鉄工業高校前駅跡（廃駅）